# Darío el Medo
Darío el Medo es un personaje de la Biblia, su vida y obra se relatan en el Libro de Daniel, según estos textos; fue rey en Babilonia tras la conquista de la ciudad por los persas. Se lo ubica entre el corregente babilónico Belsasar y el persa Ciro el Grande, o quizás como un corregente temporal del segundo. La única mención del personaje es el citado libro de Daniel, una obra escrita en el siglo II a. C., y textos derivados del mismo.
Los historiadores consideran a Darío el medo un personaje ficticio ya que todas las fuentes indican que Ciro sucedió a Belsasar. La mayor parte de los exégetas bíblicos acepta este hecho, señalando que el Libro de Daniel no es una obra histórica. No obstante, el erudito Steven Anderson afirma haber encontrado referencias a su figura en la obra del cronista babilonio Beroso, cuya mención sobrevive en una cita de la Crónica de Eusebio, y en el gramático griego del siglo II, Harpocración, lo que implicaría atestaciones extrabíblicas del personaje. Anderson considera que este Darío, llamado el medo, no es sino Ciáxares, hijo de Astiages, nombrado por Jenofonte. Esta tesis ha sido discutida, sobre todo porque no aporta pruebas contundentes, ya que se basa en una lectura tardía y única de Eusebio (la Praeparatio evangelica de la misma cita, carece de la mención a Darío) y en un texto un tanto genérico de Harpocración.
Por su parte, los comentaristas adscriptos al fundamentalismo bíblico sostienen que Darío el Medo fue un personaje real, y proponen diversas teorías para identificarlo con algún personaje histórico.

## En la Biblia
El relato bíblico proporciona la siguiente información sobre este personaje[cita requerida]:
- Era de origen medo (Daniel 9:1).
- Hijo de Asuero (Daniel 9:1).
- Tomó el reino de los caldeos a la edad de 62 años (Daniel 5:31).
- Su gobierno duró más de un año (Daniel 9:1).
- No es Ciro (Daniel 6:28).

## Conquista de Babilonia
El Imperio medo se convirtió en una potencia importante del Cercano Oriente en 612 a. C. cuando colaboró con Babilonia en la destrucción del Imperio Asirio. Según las fuentes contemporáneas, textos babilónicos datados en 553 a. C. y 550 a. C., los medos fueron conquistados por el rey de Anshan; Ciro, lo cual también es mencionado en las fuentes griegas posteriores. Ciro extendió el Imperio medo-persa desde el Mediterráneo, con la conquista de Lidia, hasta el Asia Central. Asegurado su poder, se volvió contra Babilonia.
Las fuentes históricas datan la conquista de Babilonia a mano de los persas en el año 539 a. C. Entre ellas las más importantes y contemporáneas de la conquista, son la llamada Crónica de Nabónido (quien fue el último rey de Babilonia), el Cilindro de Ciro y el reporte en verso de Nabónido, probablemente redactado por indicación del mismo Ciro.
Según estos textos, Ciro comenzó su marcha contra Babilonia en 539 a. C., aprovechando las tensiones internas entre los sacerdotes de Marduk, el rey Nabónido y el príncipe heredero Belsasar. El 10 de octubre de 539 a. C., Ciro derrotó a los babilonios en Opis y el 12 del mismo mes Ugbaru, el gobernador de Gutium, conocido como Gobrias en las fuentes griegas, se pasó al bando de los persas y entró en la ciudad (de Babilonia) sin combate. Pocos días más tarde, el propio Ciro ingresó a Babilonia por la Puerta de Istar y fue aclamado como Rey de Babilonia. Nabónido fue capturado y se le perdonó la vida, pero nada se dice en las fuentes sobre el destino de Belsasar.

## Historicidad
El consenso de los historiadores especializados en los imperios del Cercano Oriente no considera al Libro de Daniel como fuente histórica y asigna la fecha de su composición a los tiempos de Antíoco Epífanes (175 a. C - 164 a. C.), por lo cual las menciones de dicho libro sobre la historia de Babilonia son anacrónicas.
En 1935, H. H. Rowley demostró en su estudio: Darius the Mede and the Four World Empires, que este personaje  no podía identificarse con ningún soberano histórico en el tiempo y lugar asignado por el Libro de Daniel, ya que los capítulos 5 y 6 de Daniel, son relatos folklóricos basados en tipos propios de la literatura del Cercano Oriente, en sus giros lingüísticos y sus convenciones reiteran formas propias de los cuentos de la época. La narración de Daniel en el foso de los leones, por ejemplo, sigue de cerca el cuento llamado  "Ludlul-bel-nemeqi", donde un cortesano sufre la envidia de sus compañeros y es reivindicado finalmente por obra de un dios; en el relato babilónico, el foso de los leones es una metáfora que indica los cortesanos rivales, pero el autor de Daniel hizo de ella un foso "real".
El capítulo 9 del libro se refiere a la duración del exilio, que Jeremías fijaba en setenta años, y lo interpreta en el sentido de semanas de años. Allí, en un contexto apocalíptico, se fija la profecía como dada en el primer año de Darío hijo de Asuero, un medo. Este rey ficticio es una figura compuesta sobre los reyes persas llamados Darío, que eran personajes poco conocidos para el autor, y el nombre Asuero (en hebreo אֲחַשְׁוֵרוֹשׁ, ʼAḥašvērōš) que procede del antiguo persa Xšaya.āršan (en persa cuneiforme: 𐎧𐏁𐎹𐎠𐎼𐏁𐎠𐎴 ) en griego, Xerxes (Ξέρξης) o sea Jerjes. Este último, ampliamente utilizado en la literatura apócrifa y legendaria, se volvió una especie de nombre estándar para los soberanos persas.

## Identificación
Si bien Darío el medo es considerado como ficticio, no han faltado intentos de identificarlo con figuras históricas, bien sea para demostrar la historicidad de Daniel o bien para rastrear el origen del personaje. Entre los intentos más conocidos están: 
- Darío, el Grande (hijo de Histaspes) quien vivió entre 550 a. C. y 486 a. C. y fue el tercer Gran Rey Aqueménida entre  521 y 486 a. C.  Figura muy importante en la historia judía por su autorización para reconstruir el Templo de Jerusalén. Es posible que el hecho de que Darío haya reconquistado Babilonia después de una rebelión, influyese sobre la creación de personaje literario. El autor de Daniel, considerando la profecía de Jeremías 51:11 e Isaías 13:17 donde se aseguraba que los medos destruirían Babilonia, utilizó a Darío, quien en realidad era un persa, como el conquistador de la ciudad para que cuadrase con su esquema de la historia universal tal como aparece en el episodio del Sueño de Nabucodonosor (Daniel 2).[15]

- Ciáxares II, hijo de Astiages, el que habría sido el último rey de Media; derrotado por Ciro, quien lideró una exitosa rebelión contra él y logró deponerlo. No hay constancia de que dicho Astiages estuviese presente, o incluso vivo, en la conquista de Babilonia.[15] A pesar de ello, fue una posición común en autores antiguos como Flavio Josefo o San Jerónimo el sostener que Darío el Medo habría sido algún hijo y sucesor de Astiages y esta es la teoría de Steve Anderson.[19] Según este autor, Ciro compartió el poder con un rey medo hasta aproximadamente dos años después de la caída de Babilonia. Este rey es llamado Ciáxares (II) por Jenofonte, y es conocido por su nombre de trono Darío en el Libro de Daniel. Sostiene que Ciro no destronó al último rey medo, sino que era el corregente de Darío, el rey hereditario de Media, quien murió dos años después de la caída de Babilonia. A partir de ese momento, Ciro heredó su posición como soberano de ambos reinos.[19]
- Ciro, según Wiseman, quien sostiene que Daniel 6:28 debería traducirse diciendo: "Y este Daniel prosperó durante el reinado de Darío, es decir, el reinado de Ciro el persa."[20]
- Gubaru, el gobernador de Gutium (territorio asociado con Media) y general que entró en Babilonia antes de la llegada de Ciro.[21]